# Marie Rivai
Marie Rivai (* 1942) je česká spisovatelka a cestovatelka. Po jihovýchodní Asii cestovala několik let a věnovala se zde studiu kultury místních etnických skupin. Marie Rivai žije střídavě v Praze a v Indonésii, je vdaná za muslima z Indonésie a má dvě děti (dceru a syna). Je autorkou knih o jihovýchodní Asii a také knih pro děti a mládež. Ve své básnické tvorbě je Marie Rivai schopna vytvořit poetickou atmosféru nadějí a snů.

## Literární tvorba

### Knihy pro děti a mládež
- Rivai, Marie. V zemi tajemných tygrů: příběh chlapce ze Sumatry. 1. vyd. Kladno: Delta, 1995. 85 s., [4] s. barev. il. ISBN 80-901968-0-2.[1]
- Rivai, Marie. Pět indonéských pohádek. Vyd. 1. Praha: Brio, 1999. 47 s. Pět pohádek. ISBN 80-86113-13-2. (bylo vydáno v češtině a francouzštině)[1]
- Rivai, Marie. Ostrovní bajky. Praha: SZ, 2001. 30 s. Tlapky. Tlapky plné zvířátek, 3/2001. ISBN 80-86489-05-1.[1]
- Rivai, Marie. Smaragdové ostrovy: lidové pohádky, legendy a bajky Indonésie. [Praha]: Petrklíč, 2006. 88 s. ISBN 978-80-7229-184-7.[1]
- Rivai, Marie. Říkanky z džungle. [Praha]: Petrklíč, 2010. 61 s. ISBN 978-80-7229-256-1.[1]
- Kiko a Miko (dobrodružství malého japonského chalpce a jeho psa)[1]

### Knihy pro dospělé
- Rivai, Marie. Mávání poraněných křídel: povídky. 1. vyd. Praha: Arista, 2001. 180 s. ISBN 80-86410-13-7.[1]
- Rivai, Marie. Indonéská kuchařka. Vyd. 1. Praha: Petrklíč, 2003. 117 s. ISBN 80-7229-087-8.[1]
- Rivai, Marie. Básníkem se člověk stává. Vyd. 1. [Praha]: Petrklíč, 2006. 92 s. ISBN 80-7229-150-5.[1]
- Rivai, Marie. Pozdní vyznání. [Praha]: Petrklíč, 2009. 100 s. ISBN 978-80-7229-227-1. (bylo přeloženo do čínštiny)[1]
- Rivai, Marie. Květy bez vůně. Praha: Petrklíč, 2012. 184 s. ISBN 978-80-7229-297-4.[4]
- Štěstí chodí v neděli (kniha o osudech a nadějích cizinců přicházejících do České republiky za prací a za vidinou lepšího života)[1]